# Gran Premio d'Australia 1964
Il Gran Premio d'Australia 1964 è stata una gara automobilistica tenutasi sul circuito di Sandown Park nella periferia di Melbourne, Victoria, Australia, il 9 febbraio 1964. Era il ventinovesimo Gran Premio d'Australia e anche il Round 5 della Formula Tasman del 1964 e il Round 1 dell'Australian Drivers' Championship del 1964. La gara era aperta alle auto da corsa conforme regole della alla formula nazionale australiana o alla formula australiana da 1½ litri.
Il vincitore dell'edizione precedente, Jack Brabham, ha vinto la gara alla guida di una Repco Brabham . È stata la sua terza e ultima vittoria del Gran Premio d'Australia.

## Risultati

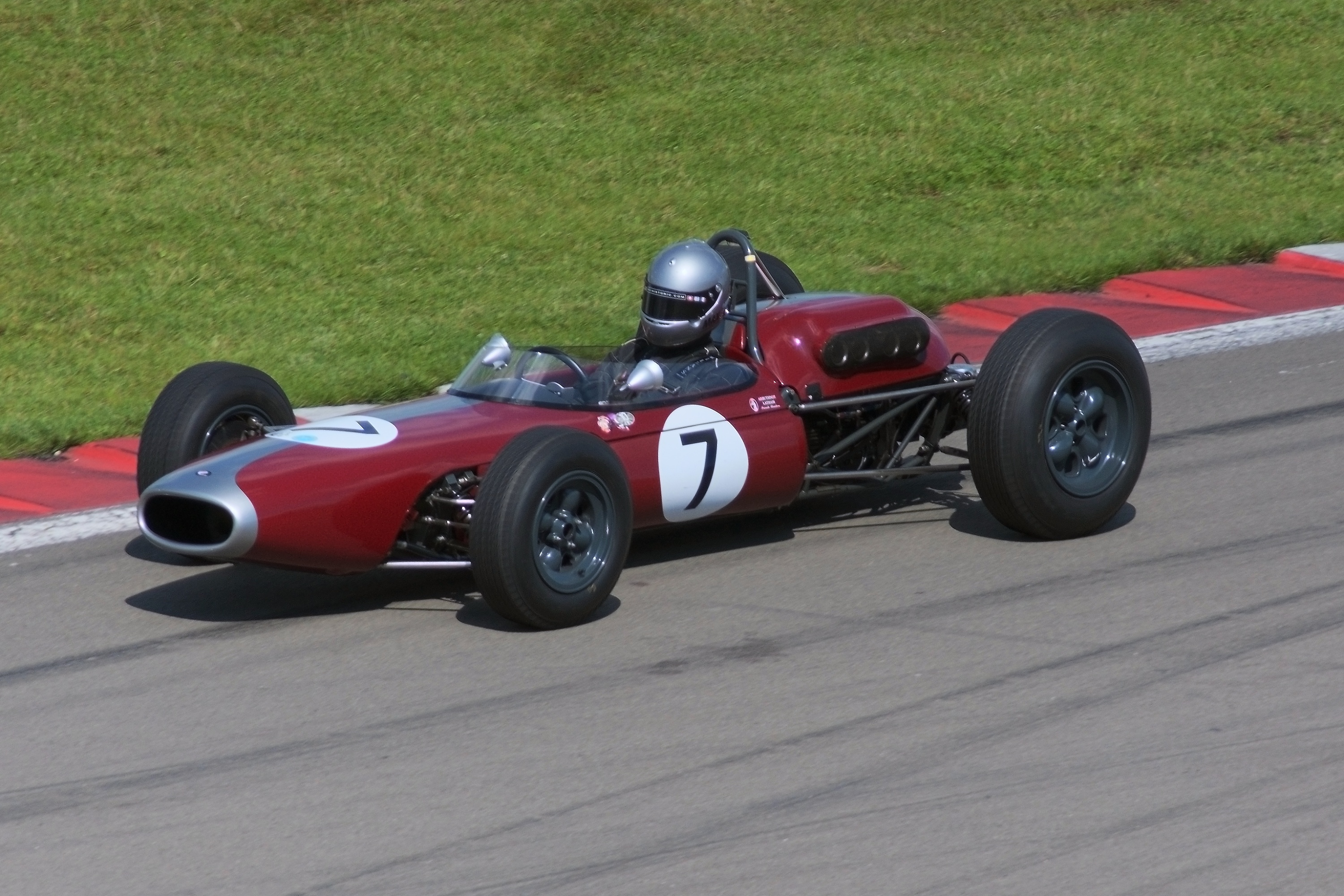
Jack Brabham ha vinto la gara guidando una Repco Brabham BT7A, simile a quella in foto

| Pos | N° | Pilota                        | Team                                 | Vettura                         | Giri | Tempo / Note           |
| --- | -- | ----------------------------- | ------------------------------------ | ------------------------------- | ---- | ---------------------- |
| 1   | 1  | Jack Brabham                  | Ecurie Vitesse                       | Repco Brabham BT7A / Climax FPF | 63   | 1h 15m 19.2s           |
| 2   | 6  | Bib Stillwell                 | B.S. Stillwell                       | Repco Brabham BT4 / Climax FPF  | 63   | 1h 15m 31.1s           |
| 3   | 5  | John Youl                     | John C. Youl                         | Cooper T55 / Climax FPF         | 63   | 1h 15m 34.1s           |
| 4   | 8  | Timmy Mayer                   | Bruce McLaren Motor Racing Pty. Ltd. | Cooper T70 / Climax FPF         | 63   | 1h 16m 06.5s           |
| 5   | 2  | Denny Hulme                   | Ecurie Vitesse                       | Repco Brabham BT4 / Climax FPF  | 60   |                        |
| 6   | 12 | Jim Palmer                    | J. Palmer                            | Cooper T53 / Climax FPF         | 60   |                        |
| 7   | 17 | Arnold Glass                  | Capitol Motors Pty. Ltd.             | Lotus 27 / Ford 1.5             | 57   |                        |
| 8   | 14 | Tony Shelly                   | A. L. Shelly                         | Lola Mk4A / Climax FPF          | 57   |                        |
| 9   | 26 | David Walker                  | David Walker                         | Brabham BT2 / Ford 1.5          | 54   |                        |
| 10  | 21 | Frank Gardner                 | Alex. Mildren Racing Pty. Ltd.       | Brabham BT6 / Ford 1.5          | 49   |                        |
| Ret | 9  | Bill Patterson Doug Whiteford | Bill Patterson Motors                | Cooper T53 / Climax FPF         | 42   | Driver sick / Accident |
| Ret | 7  | Bruce McLaren                 | Bruce McLaren Motor Racing Pty. Ltd. | Cooper T70 / Climax FPF         | 37   | Engine                 |
| Ret | 10 | Doug Whiteford                | Bill Patterson Motors                | Cooper T51 / Climax FPF 2.2     | 36   | Engine                 |
| Ret | 4  | Lex Davison                   | Ecurie Australie                     | Cooper T62 / Climax FPF         | 29   | Piston                 |
| Ret | 22 | David Fletcher                | D. K. Fletcher                       | Lola Mk5 / Ford 1.5             | 29   | Accident               |
| Ret | 24 | Mel McEwin                    | Mel McEwin                           | Elfin FJ / Ford 1.5             | 24   | Gearbox                |
| Ret | 18 | Keith Rilstone                | K. N. Rilstone                       | Elfin FJ / Ford 1.5             | 5    | Piston                 |
| Ret | 11 | Frank Matich                  | Total Team                           | Repco Brabham BT7A / Climax FPF | 4    | Differential           |
| Ret | 16 | Charlie Smith                 | C. G. Smith                          | Elfin FJ / Ford 1.5             | 2    | Timing Gear            |
| Ret | 15 | Tony Osborne                  | A. J. R. Osborne                     | Cooper T53 / Climax FPF         | 2    | Differential           |
| Ret | 19 | Wally Mitchell                | East Burwood Motors                  | MRD Brabham / Ford 1.5          |      |                        |
| DNS | 25 | Leo Geoghegan                 | Total Team                           | Lotus 27 / Ford 1.5             |      |                        |
| DNS | 20 | Glyn Scott                    | Glyn Scott Motors                    | Lotus 27 / Ford 1.5             |      |                        |
| DNS | 23 | Jack Hunnam                   | Jack Hunnam Motors                   | Elfin Catalina / Ford 1.5       |      |                        |

## Nella cultura di massa
Una versione "fantascientifica" del Grand Prix australiano del 1964 fu rappresentata cinque anni prima che si svolgesse nel film americano On the Beach (1959), basato sull'omonimo romanzo di Nevil Shute.